# Охотская навигацкая школа
Охотская навигацкая школа — учебное заведение, существовавшее в Охотске в середине XVIII века.

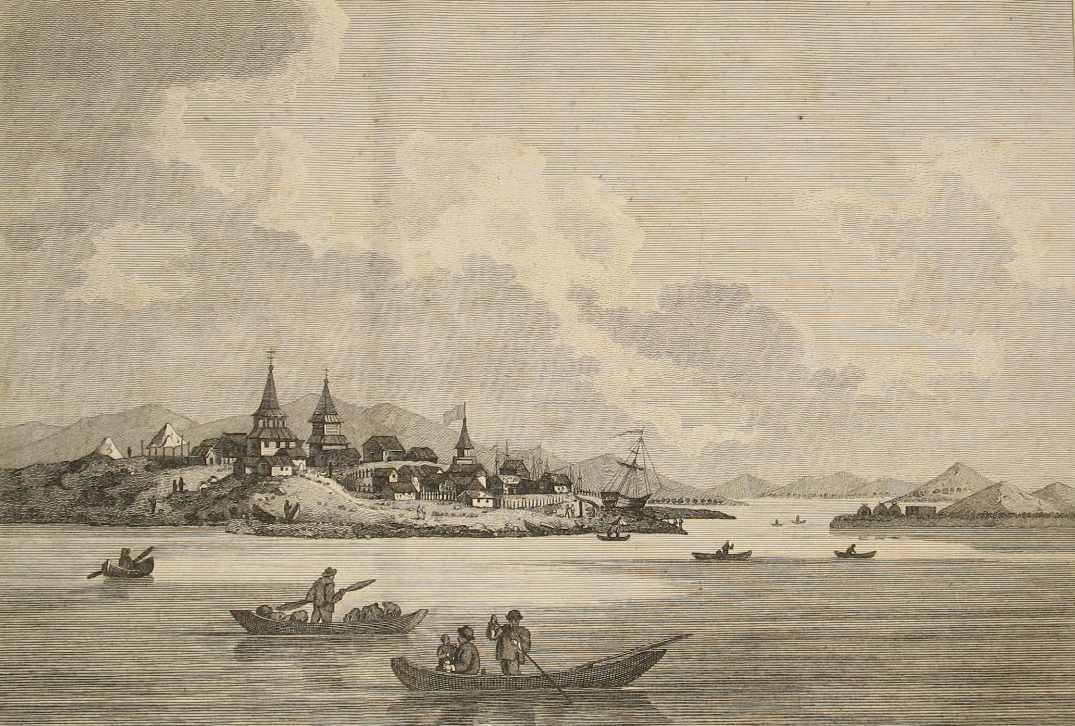
Охотск в конце XVIII века

## История
Предложение о создании навигацких школ на востоке России принадлежало Витусу Берингу. В апреле 1730 года он подал в Сенат записку о мерах по освоению Камчатского и Охотского краёв, в которой, также предлагал: «Для морского пути обучать молодых казачьих детей всякому морскому обыкновению… сколько надлежит для проезду от Камчатки до Охотска. И ежели б оное учинилось, то б и отсюда посылать не надобно; а на всякое судно довольно по 12 или 13 человек для науки».
Предложения Беринга были приняты, и 29 апреля 1731 года Правительствующий Сенат дал указание Сибирскому приказу подготовить на их основе надлежащие инструкции. Специальный указ от 22 июля 1731 года и инструкция из 33-х пунктов были направлены назначенному первому начальнику Охотского порта Григорию Скорнякову-Писареву (в прошлом — директору Морской академии в Санкт-Петербурге, с 1727 года находившегося в ссылке в Якутии). Ему ставилась задача «хотя бы народную школу не для одной грамоты, но и для цифиры и навигации завесть… и жалование малое для содержания учеников давать, из чего могут люди к службе знающие возрастать, а не дураками оставаться…»; .
В 1732 году на Дальний Восток прибыли посланные от Адмиралтейств-коллегии штурманы Иван Бирев, Софрон Хитрово и Авраам Дементьев с шестью матросами, которым велено «обучать матросской должности» детей охотских казаков. Однако до Охотска они не добрались и остались по воле Скорнякова-Писарева в Якутске (в Охотск из них попадал только Бирев к концу 1735 года).
В 1740 году командиром Охотского порта, вместо арестованного Скорнякова-Писарева, был назначен находящийся с 1727 года в сибирской ссылке А. М. Девиер. Он же и образовал школу для детей нижних чинов в Охотске, назначив учителем попа-расстригу Якова Самгина. В 1741 году в ней числилось 21 человек. Из-за отсутствия постоянных учителей школа работала с перерывами и оставалась цифирной, так как в ней обучали только грамоте и арифметике.

### Создание навигацкой школы
В начале 1755 года губернатор Сибири бывший моряк генерал-поручик В. А. Мятлев предписал находившемуся в Охотске штурману лейтенанту В. А. Хметевскому подготовить из числа учеников Охотской народной школы 10 человек «так, чтобы они, будучи в обучении, могли для надобных здесь к мореплаванию служителей вступить в навигацкия науки». 27 мая 1755 года Мятлев послал указ иркутскому вице-губернатору И. И. Вульфу о немедленной отправке в Охотск необходимого количества арифметик, логарифмов, аспидных досок, меркаторских карт, плоских циркулей и одного квадранта. В 1756 году все эти предметы были доставлены в Охотск, и во второй половине того же года народная школа была реорганизована в навигацкую.
В 1758 году в Охотск на учительские должности были присланы два выпускника Иркутской навигацкой школы. В 1760-х годах в Охотской школе преподавали такие опытные мореходы, как лейтенанты И. Б. Синдт и А. М. Юрлов, штурман 14-го класса Кожевин, подштурманы Василий Софьин и М. Неводчиков.
В школе обучались штурманские, навигацкие, парусные, блоковые ученики, ученики ластовых судов и ученики лекаря. В 1767 году в школе числился 31 ученик. В 1772 году Сенатом было предписано вытребовать к имеющимся в Охотске 3 штурманам, 3 подштурманам, 2 штурманским ученикам и 3 навигацким ученикам потребное число штурманских учеников Якутской навигацкой школы.
В декабре 1776 года был утверждён новый штат школы, в 1777 году она была укомплектовали 20 учениками с производством им жалованья по 54 руб. в год каждому. В 1780 году в школе числилось по описи «учеников навигацкой школы — 20, школьников — 20». В том же году, после наводнения разрушившего Охотск, навигацкую школу временно перевели в Гижигу.
В 1784 году комендант Охотска полковник Г. Козлов-Угренин просил иркутского губернатора прислать для навигацкой школы учителя, книги и инструменты. В ожидании ответа губернатора, Козлов-Угренин назначил учителем в школу штурманского ученика И. В. Должантова. В 1788 году школа в Охотске была закрыта из-за недостатка денежных средств.
С 1 января 1790 года после Высочайшего разрешения начались ежегодные правительственные ассигнования 4274 руб. на содержание школы и она возобновила работу, но не надолго.

### Преобразования навигацкой школы
В 1796 году школа в Охотске вновь была закрыта. В 1799 году её восстанавливают и преобразуют в «Охотскую четвертьроту штурманских кондукторов, кадет и кантонистов». С 1814 по 1831 годы из неё были выпущены 4 писаря, 7 баталеров, 1 вахтер, 8 фельдшеров и аптекарских учеников да 16 кондукторов.
В 1847 году охотскую школу переименовывают в штурманское училище, в котором штурманские учеников и кантонистов, выпускались с производством в кондукторы (при наличии же опыта плавания, со сдачей экзамена — в прапорщики). Корабельную практику «ученики штурманские» проходили: в 1 классе — подштурманами, во 2 классе — штурманскими учениками, а 3 класс выпускался штурманами офицерского ранга.
2 декабря 1849 года состоялся указ о переносе Охотского порта на Камчатку. В 1850 году вместе с военно-морской базой Охотское штурманское училище было переведено в Петропавловск-на-Камчатке. В 1855 году, во время Крымской войны, училище было передислоцировано в Николаевск-на-Амуре (в 1865 году это училище с отличием окончил будущий первый командующий Тихоокеанским флотом адмирал С. О. Макаров).
В 1870 году Николаевское мореходное училище было ликвидировано, с преобразованием его в четырехклассную (чуть позже — шестиклассную) мужскую классическую прогимназию. В 1876 году, вслед за главной военно-морской базой прогимназия была переведена во Владивосток.
14 ноября 1890 года во Владивостоке официально были открыты Александровские мореходные классы — единственные на всю восточную часть Российской империи. В 1902 году на базе мореходных классов открыто среднее специальное учебное заведение Владивостокское Александровское мореходное училище дальнего плавания, которое в 1926 году было реорганизовано в Водный техникум Наркомата Водного транспорта СССР, а затем, после ряда преобразований стало высшим учебным заведением. С 2001 года именуется Морской государственный университет имени адмирала Г. И. Невельского.